# Думний чин
Думні чини (думні люди, думці) — в Московській державі наприкінці XV-XVII ст. посадові особи — бояри, окольничі, думні дворяни та думні дяки, що мали право брати участь у засіданнях Боярської думи і в роботі думських комісій. Думські чини займали вищі придворні посади (конюшого, дворецьких, постільничих, скарбників), брали участь в управлінні державою, дипломатичних переговорах, розбирали місницькі суперечки. Частина з них входила в Ближню думу царя.
У 1613  основна маса земель думних чинів утримувалася в вотчинах і маєтках князів, хоча їх процентне співвідношення в Думі не було значним.